# Csapkay Károly
Csapkay Károly (Budapest, 1894. május 29. – 1969. július 29. előtt) magyar labdarúgó, edző.

## Pályafutása

### Játékosként
1912-ben a DVTK átigazolta a Törekvésből. A következő évben a MÁV Gépgyár SK játékosa lett. 1914 őszén a MÁV Gépgyári SK csapatában játszott az Auguszta-serlegért, amely az első világháború kitörése miatt szünetelő bajnokságot helyettesítette. A MÁV csapatával ötödik helyen végzett. Innen 1915-ben távozott a Törekvésbe. Később ismét a DVTK játékosa lett, 1924-ig.
1925 és 1930 között Olaszországban játszott. Egy idényt a Libertas Firenze, majd négyet az AC Fiorentina csapatában.

### Edzőként
1924-től 1925-ig a Miskolci KASE és a Diósgyőri AC trénere volt.
1926 és 1939 között hét olasz csapatnál dolgozott edzőként az első és másodosztályban.
1939-ben hazatért és a Diósgyőri MÁVAG vezetőedzője lett. 1939 és 1942 között 95 élvonalbeli mérkőzésen irányította diósgyőri csapatot. 1943-ban a MÁVAG edzője lett. 1945–46-ban az újraszervezett MTK csapatát irányította. A magyar élvonalban edzősködött még a Kőbányai Barátság, az Újpesti MTE, a Nagykanizsa (MAORT, Olajmunkás) és a Pécsi VSK együtteseinél. 1945 és 1952 között 92 élvonalbeli mérkőzésen ült a kispadon. Összesen 187 NB I-es mérkőzésen tevékenykedett vezetőedzőként.
1946 decemberében megválasztották a magyar labdarúgó edzőtestület alelnökének.

## Sikerei, díjai
- Mesteredző (1961)